# Carol of the Bells (альбом)
«Carol of the Bells» — різдвяний міні-альбом американської співачки і акторки Еммі Россум. В США вийшов 4 грудня 2007.
До альбому увійшли три популярні у США різдвяні пісні: «Carol Of The Bells», «O Holy Night» та «Have Yourself A Merry Little Christmas».

## Список пісень
| #  | Назва                                    | Тривалість |
| -- | ---------------------------------------- | ---------- |
| 1. | «Carol Of The Bells»                     | 2:42       |
| 2. | «O Holy Night»                           | 3:31       |
| 3. | «Have Yourself A Merry Little Christmas» | 3:36       |